# Barbora Bobuľová
Barbora Bobuľová (sinh ngày 14 tháng 4 năm 1974) là một diễn viên điện ảnh nổi tiếng của Slovakia và Ý.

## Phim đã đóng

### Phim điện ảnh
- 2010: La bellezza del somaro
- 2008: Il sangue dei vinti
- 2006: Anche libero va bene
- 2005: Cuore sacro
- 2004: Tartarughe sul dorso
- 2004: Ovunque sei
- 2004: La spettatrice
- 2004: Il siero della vanità
- 2000: Il siero della vanitàa z doliny
- 2000: Mirka
- 1998: Ecco fatto
- 1997: Il principe di Homburg
- 1993: Nesmrtelná teta

### Phim truyền hình
- 2016: Baciato dal sole
- 2013: Il commissario Montalbano
- 2013: In Treatment
- 2012: Mai per amore
- 2009: Come un delfino
- 1996: Infiltrato